# Demon Speeding
" Demon Speeding " es el segundo sencillo oficial del segundo álbum de Rob Zombie, The Sinister Urge, y también se puede encontrar en su álbum recopilatorio Past, Present & Future.
La canción fue reconocida cuando se utilizó en una escena de Otra película de huevos y un pollo y también en el videojuego de FlatOut 2, Un remix hecho por Chris Vrenna, subtitulado como "(Black River Mix)" se encuentra en un recopilatorio patrocinado por la NASCAR: NASCAR: Crank It Up.
La introducción (Why don't you ask me what it feels like to be a freak?), Contiene un sample de El asombroso hombre creciente.
Sencillo de 7"
| Side A |                  |          |  |
| N.º    | Título           | Duración |  |
| 18.    | «Demon Speeding» |          |  |

| Side B |                         |          |  |
| N.º    | Título                  | Duración |  |
| 18.    | «House of 1000 Corpses» |          |  |

Sencillo promocional
| N.º | Título           | Duración |  |
| 18. | «Demon Speeding» |          |  |

## Personal
- Rob Zombie - Voz, letrista, productor, dirección de arte
- Tom Baker – Masterización
- Scott Humphrey – Productor, Programación, Mezcla
- Blasko – Bajo
- Riggs - Guitarra
- Tempesta – Batería